# حسام الدين غشة
حسام الدين غشة (مواليد 22 أكتوبر 1997) هو لاعب كرة قدم جزائري يلعب في مركز الجناح في نادي الترجي الرياضي التونسي.

## روابط خارجية
- حسام الدين غشة على موقع اتحاد تركيا (لاعب) (الإنجليزية)
- حسام الدين غشة على موقع قاعدة بيانات كرة القدم.إي يو (الإنجليزية)
- حسام الدين غشة على موقع ناشيونال فوتبول تيمز (الإنجليزية)
- حسام الدين غشة على موقع Soccerway.com (الإنجليزية)
- حسام الدين غشة على موقع عالم كرة القدم.نت (الإنجليزية)